# Aldosa

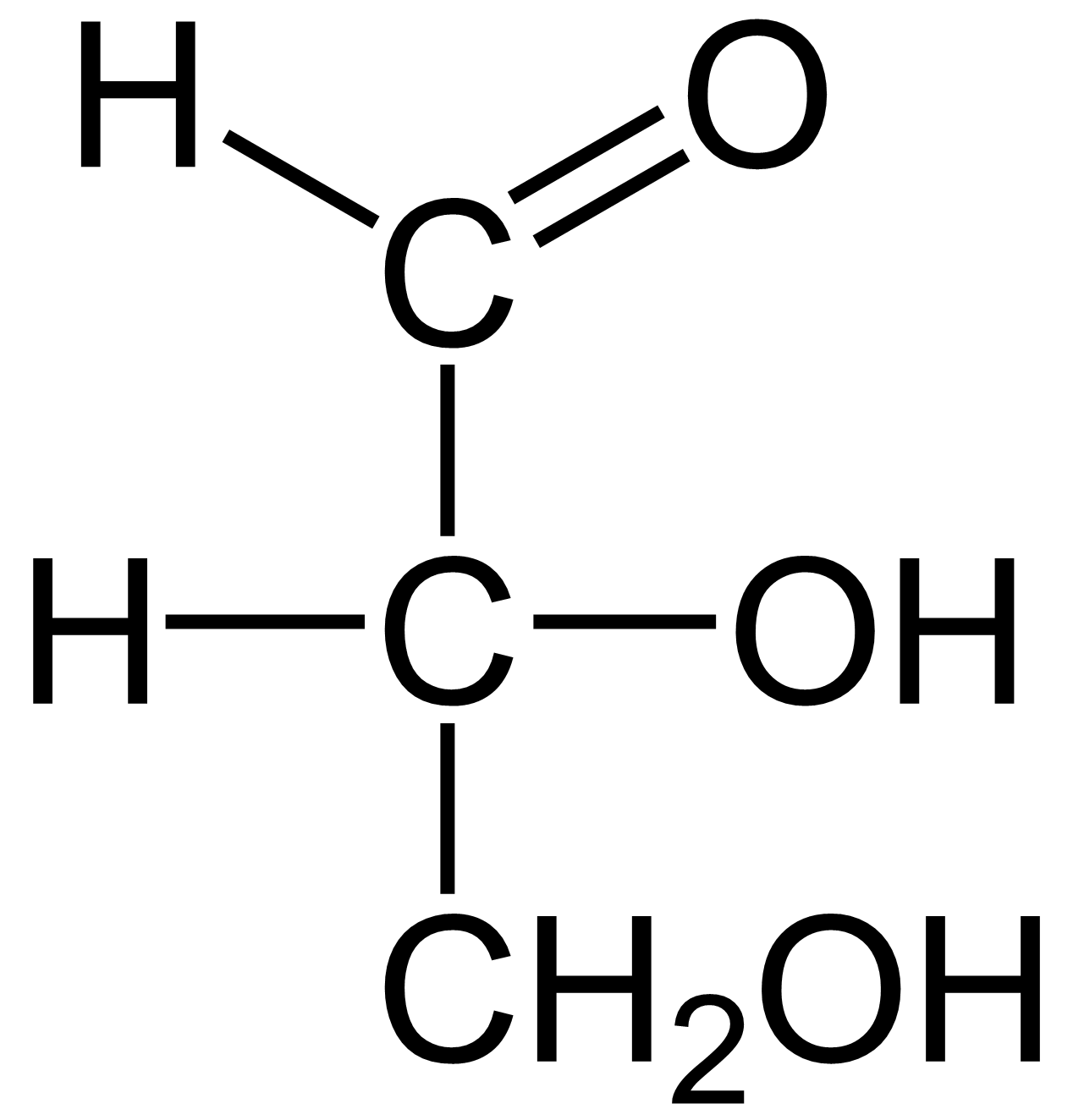
Proyección de Fischer de una molécula de D-gliceraldehído.

Una aldosa es un monosacárido (un glúcido simple) cuya molécula contiene un grupo aldehído, es decir, un carbonilo en el extremo de la misma. Su fórmula química general es CnH2nOn (n>=3). Los carbonos se numeran desde el grupo aldehído (el más oxidado de la molécula) hacia abajo. Con solo 3 átomos de carbono, el gliceraldehído es la más simple de todas las aldosas.
Las aldosas isomerizan a cetosas en la transformación de Lobry-de Bruyn-van Ekenstein (lectura en inglés). Las aldosas difieren de las cetosas en que tienen un grupo carbonilo al final de la cadena carbonosa, mientras que el grupo carbonilo de las cetosas lo tienen en el medio.
La representación lineal, sin embargo, no es propia de las aldosas disueltas en agua u otro solvente, ya que éstas se encuentran en su mayor parte (cerca del 99 %), en su forma cíclica, donde el grupo aldehído forma un enlace hemiacetal con un grupo hidroxilo, generalmente el quinto o el sexto, con la consecuente eliminación de una molécula de agua.
La detección de aldosas en el laboratorio puede realizarse mediante el test de Seliwanoff, que si bien es para detectar cetosas, un resultado negativo indicará la presencia de aldosas en la muestra.

## Lista de aldosas
- Diosa: Glicolaldehído
- Triosa: Gliceraldehído.
- Tetrosas: eritrosa, treosa.
- Pentosas: ribosa, arabinosa, xilosa, lixosa.
- Hexosas: alosa, altrosa, glucosa, manosa, gulosa, idosa, galactosa, talosa.